# Cristiano Michelena
Cristiano Rositoano Michelena (ur. 9 marca 1971 w Porto Alegre) – brazylijski pływak specjalizujący się głównie w stylu dowolnym, reprezentant Brazylii podczas letnich Igrzysk Olimpijskich w Seulu (1988) oraz w Barcelonie (1992).

## Życiorys
Cristiano Michelena urodził się 9 marca 1971 roku w Rio Grande do Sul w Brazylii. Swoją karierę sportową jako pływak rozpoczął w wieku 16 lat w 1987 roku podczas 10. Igrzysk Panamerykańskich w Indianapolis w Stanach Zjednoczonych, zdobywając srebrny medal w wyścigu na 400 metrów oraz dwa brązowe w sztafetach 4 × 100 metrów i 4 × 200 metrów stylem dowolnym. Oprócz zdobycia trzech medali wystartował również w innych konkurencjach, zajmując czwarte miejsce na 1500 metrów oraz szóste na 200 metrów stylem dowolnym.
Rok później we wrześniu 1988 roku Michelena pojawił się na 24. Letnich Igrzyskach Olimpijskich w Seulu w Korei Południowej, zajmując dziesiąte miejsce w sztafecie 4 × 200 metrów, dwunaste na 4 × 100 metrów, dwudzieste trzecie na 200 i 400 metrów oraz dwudzieste szóste na 1500 metrów stylem dowolnym.
Dnia 17 kwietnia 1989 roku Michelena pobił rekord Ameryki Południowej w konkurencji 400 metrów stylem dowolnym na krótkim basenie z czasem 3:46.39 sek. Pod koniec 2005 roku rekord został pobity przez Armando Negreirosa.
W 1992 roku Michelena pojawił się na 25. Letnich Igrzyskach Olimpijskich w Barcelonie w Hiszpanii, zajmując szóste miejsce w sztafecie 4 × 100 metrów, siódme na 4 × 200 metrów oraz dwudzieste pierwsze na 200 metrów stylem dowolnym.